# Vietnam Friendship Medal

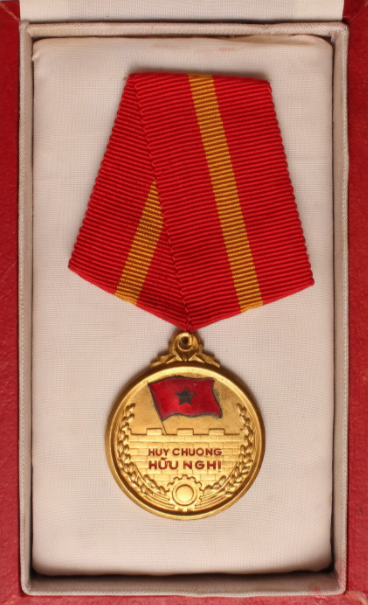
Vietnam Friendship Medal

Huy chương hữu nghị, die Vietnam Friendship Medal (dt.: Medaille der Freundschaft Vietnams), ist eine staatliche Auszeichnung der Sozialistischen Republik Vietnam für Ausländer, die in Vietnam gelebt haben und zum Aufbau Vietnams und zu dessen Verteidigung beigetragen haben. Die Auszeichnung wurde 2003 geschaffen (Luật Thi đua, khen thưởng 2003, Art. 19) und wird vom Premierminister verliehen.

## Design
Die Auszeichnung wurde durch das Decree No. 50/2006/ND-CP vom 19. Mai 2006 beschrieben:
Article 19. “Friendship Medal”

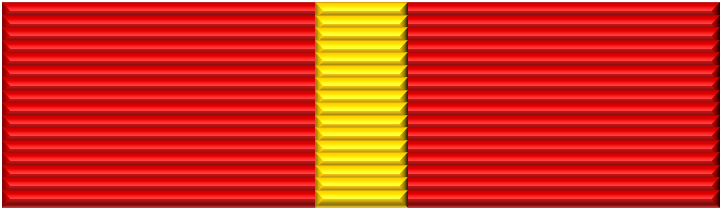

Das Medaillenband besteht aus fünfeckiger Rayon-Seide, gewebt in Flaggenrot mit zwei goldenen Linien, die Medaille besteht im Kern besteht aus rotem Kupfer, welches mit einer goldenen Nico-Legierung plattiert ist, 3 Mikrometer dick; Abmessungen 38 mm × 27 mm × 40 mm.
Die Medaille selbst ist rund mit einem Durchmesser von 37 mm, im Zentrum steht ein geprägter stilisierter fünfzackiger goldener Stern, in der Mitte befinden sich zwei Hände, die sich auf einem Globus die Hände schütteln, darüber steht die Aufschrift „Freundschaftsmedaille“ (rot). Unten sind die Worte „Vietnam“ (gelb) auf dem historischen Rad und zwei Tannenzweige auf beiden Seiten zu sehen.
Auf der Rückseite ist das Wappen Vietnams abgebildet, welches die Flagge Vietnams einrahmt.

## Träger
- Nancy Napier (2013). Auszeichnung für ihre Bildungsarbeit. Sie begann ihre Arbeit 1994 an der National Economic University.[2]
- Edward Danielraj Selvanayagam (2015). Auszeichnung für die Arbeit von World Vision International für die Reduzierung der Armut im Land.[3]
- Susan Hammond (2019) War Legacies Project.[4]